# Norek americký
Norek americký (Neovison vison, dříve Mustela vison), nazývaný někdy též mink, je šelma z čeledi lasicovitých (Mustelidae). Vyskytuje se v Severní Americe a jako invazní druh v Jižní Americe, Evropě a v Asii. Bývá často chován na farmách jako kožešinové zvíře.

## Popis
Norek americký má dlouhé, štíhlé tělo s krátkýma nohama, což mu umožňuje vlézt do nory za kořistí. Tento tvar těla také pomáhá snížit odpor vody při plavání. Lebka norka amerického je podobná lebce norka evropského, ale je masivnější, užší a méně protáhlá.[zdroj?]

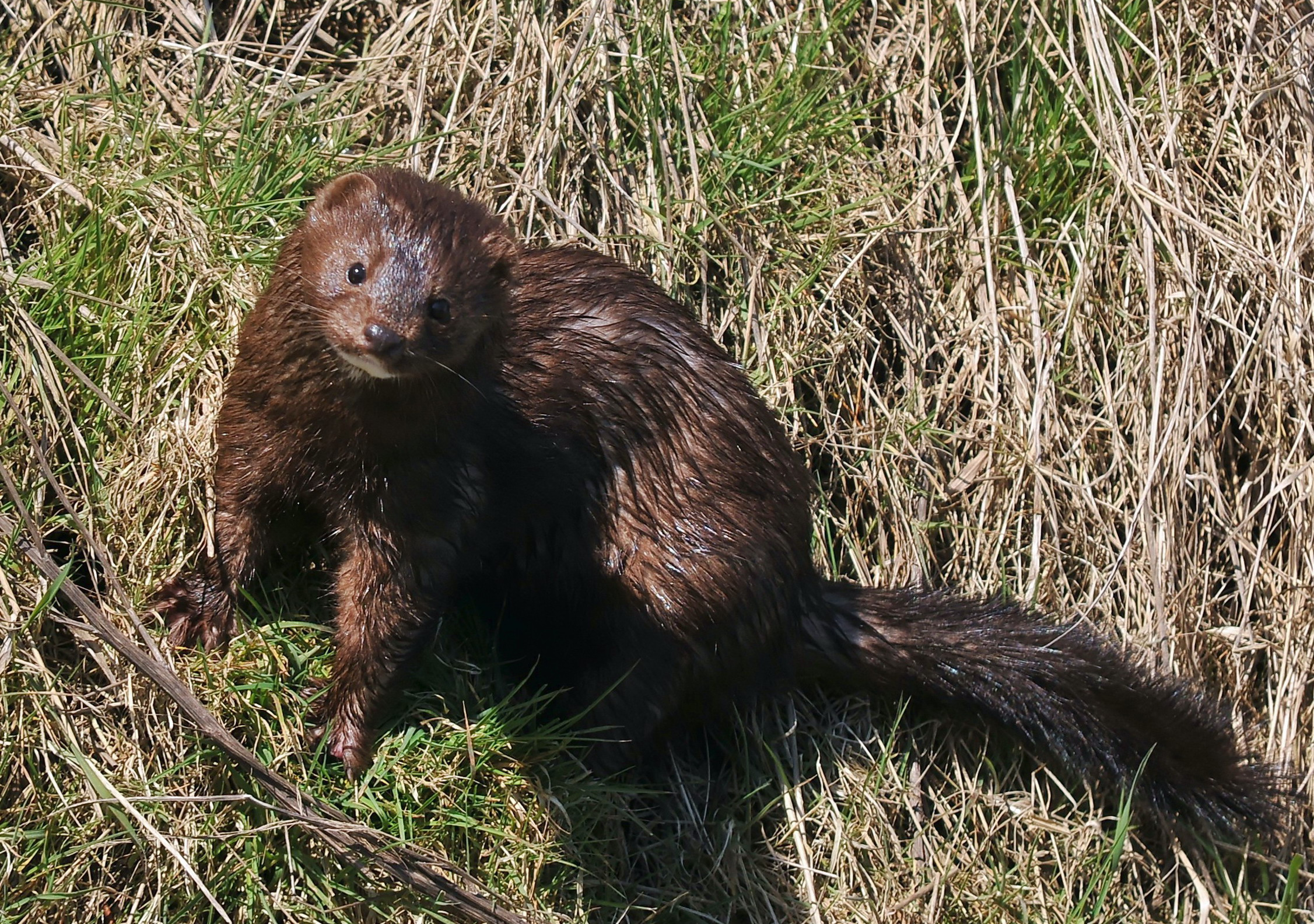
Norek americký v Kanadě

Samci norka amerického mají délku těla 34 až 45 cm, zatímco samice jen 31 až 37,5 cm. Ocas je u samců 16 až 25 cm dlouhý, u samic pouze 15 až 21,5 cm. Hmotnost se liší podle pohlaví a ročního období. Samci mají větší hmotnost než samice. Samci váží 600 až 2300 g, a samice 450 až 1100 gramů. Maximální hmotnost mají norci na podzim. Zimní srst amerického norka je hustší, delší a měkčí než norka evropského. Zimní kožešina je obecně tmavá, od černé přes hnědou až po světle žlutohnědou. Barva celého těla je rovnoměrná, spodní strana je o poznání světlejší, než horní část. Pesíky jsou světlé, tmavé, žlutohnědé, často téměř černé na hřbetu. Ocas je tmavší než trup a někdy má černou špičku. Brada a spodní pysk jsou bílé. Letní srst je celkově kratší a řidší než zimní srst. Tlusté a mastné chlupy poskytují ochranu před vodou. Délka pesíků je něco mezi vydrou a tchořem, což ukazuje, že americký norek není zcela přizpůsoben životu ve vodě. Líná dvakrát do roka, na jaře a na podzim.
Různé barevné mutace vznikly z experimentálního chovu na kožešinových farmách.

## Výskyt achování
Žije v lesních a travnatých porostech v blízkosti vody, u pomalu tekoucích řek, potoků, jezer a močálů. Vyskytuje se téměř v celé Severní Americe, kromě suché jihozápadní oblasti. Je to hlavně noční tvor, ale potkáme ho i přes den. Zvuky vydává jen při setkání s jinými norky nebo s nepřáteli.

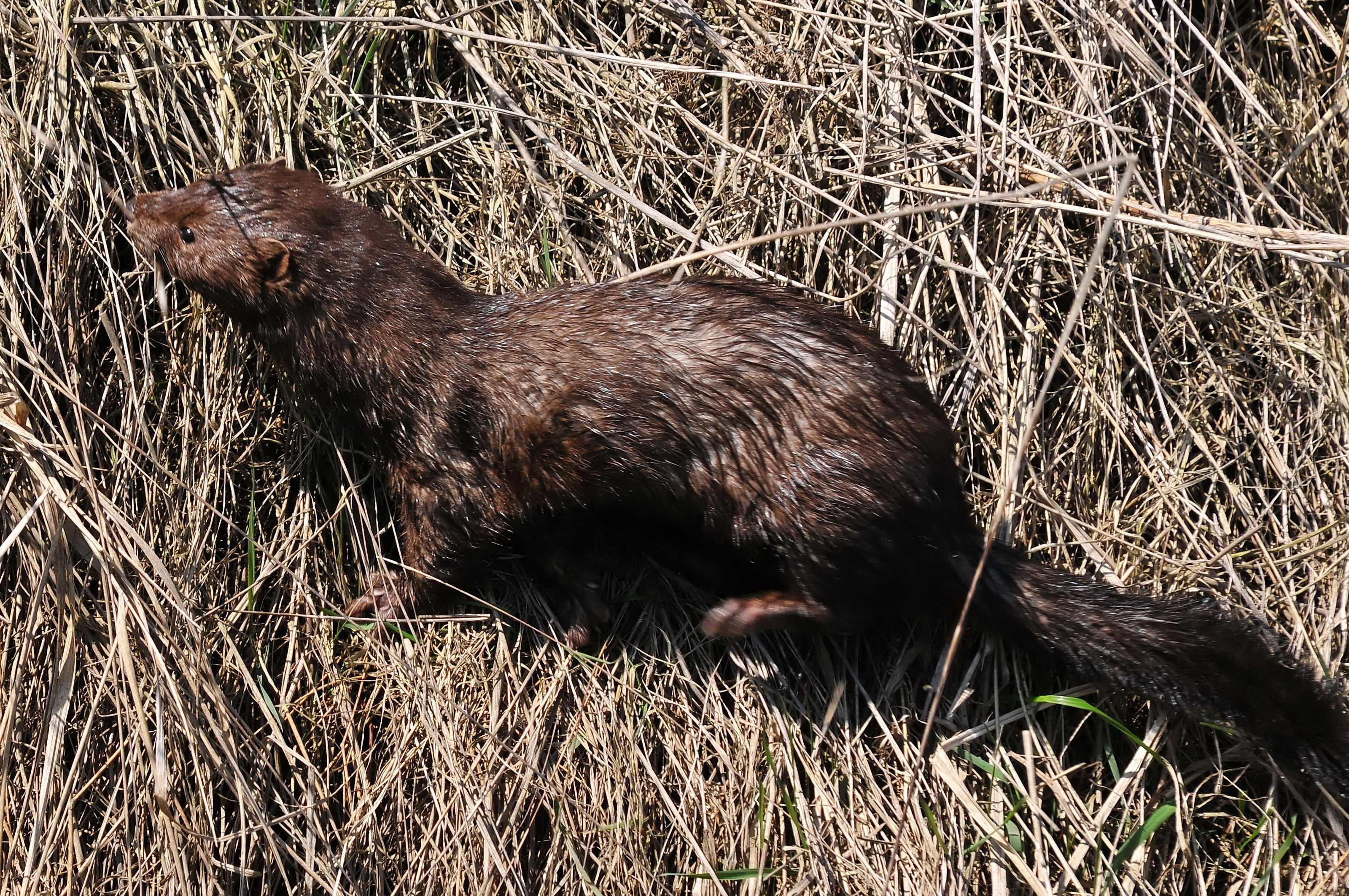
Norek americký v Kanadě

Na souši se norek americký pohybuje rychlostí až 6,5 km/h. Umí také šplhat na stromy a dobře plave. Během plavání dělá vlnivé pohyby trupem. Při potápění se norek americký dostává do stavu rychlé bradykardie, což je pravděpodobně adaptace k udržení kyslíku. V teplé vodě (24 °C), může norek americký plavat až tři hodiny bez zastavení. Běžně se ponoří do hloubky 30 cm na dobu 10 sekund, ale byl zaznamenán i ponor do hloubky tří metrů, dlouhý 60 sekund. Rybu uloví typicky po pěti až dvacetisekundovém pronásledování. O tom, že je norek americký ve vodě doma, svědčí i to, že mnohé z ptáků polapených ve vodě i na břehu jednoduše utopí.

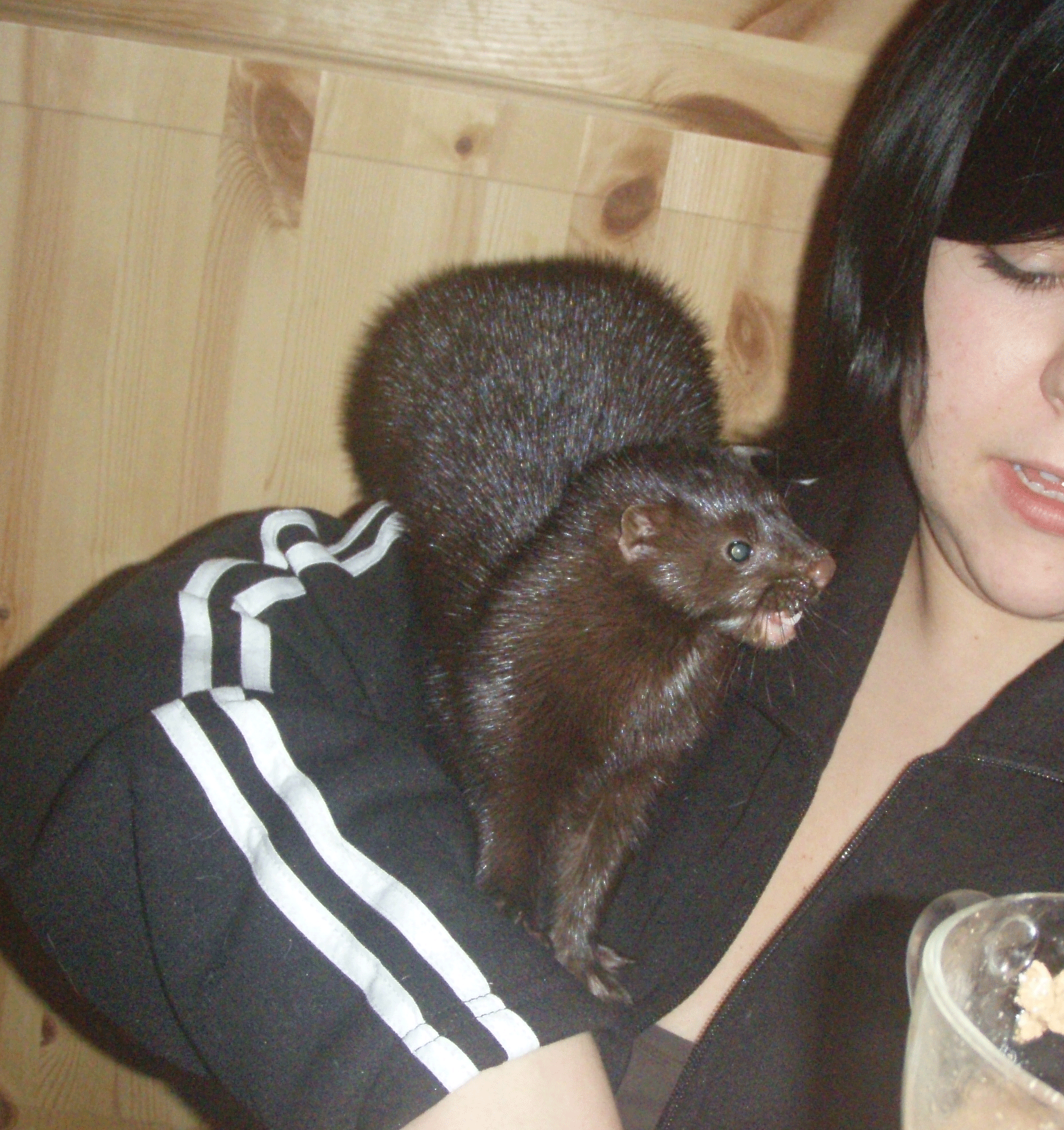
Norek americký na rameni

Americký norek mívá noru u vody. Bývá to často opuštěné obydlí ondatry nebo bobra kanadského. Někdy využívá i dutý strom. Norek americký má své lovecké území, které značkuje páchnoucím sekretem z análních žláz. Ve stresu může norek americký vystříknout tekutinu až do vzdálenosti 30 cm. Zápach produkovaný těmito žlázami byl označen jako zápach, který je nesnesitelnější než od skunka. Samec často má na svém teritoriu několik samic. Samci jsou agresivní vůči jiným samcům, především v období páření.

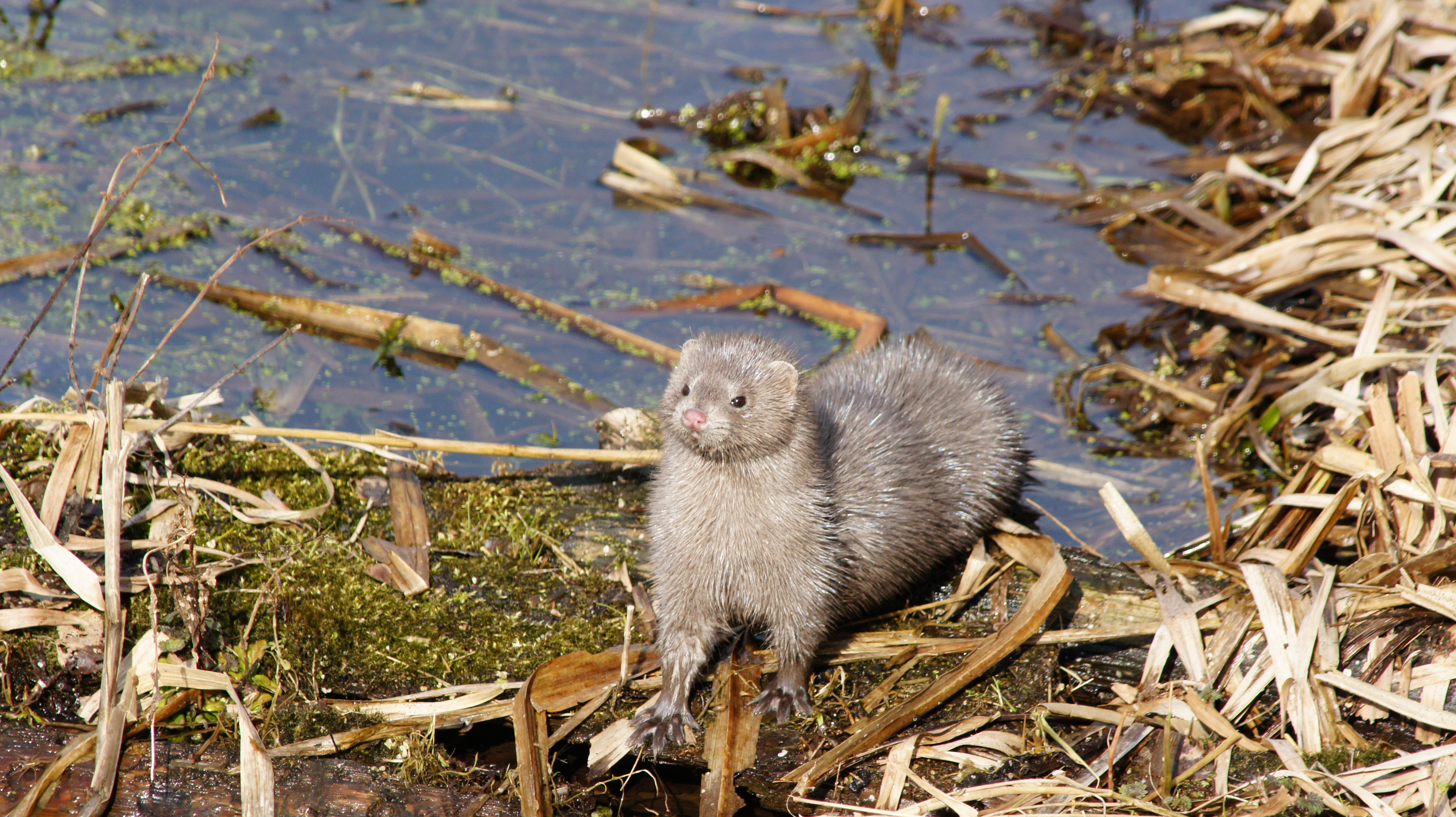
Norek americký v Polsku

Jeho hlavní kořistí jsou ondatry, ale loví také raky, ryby, vodní ptáky (bahňáky, kachny, lysky, racky, rybáky aj.), králíky, myši, hady, žáby, měkkýše a žížaly. Samice často chytají kořist ve vodě. Při lovu spoléhá především na svůj zrak. Jeho sluch odhalí hlasové projevy hlodavců ve frekvenčním rozmezí 1 až 16 kHz. Jeho čich je poměrně slabý. Mezi hlavní nepřátele norků patří liška, rys, aligátor a výr.

## Rozmnožování
Období páření je od ledna do dubna (v chladnějších klimatických podmínkách do května). Samci se páří s několika samicemi. Obvykle se narodí čtyři až sedm mláďat. O mláďata se stará jen matka. Hájí hnízdo a zajišťuje potravu. Mládě při narození váží osm až deset gramů. Mláďata jsou slepá a mají krátkou hebkou srst se stříbřitými chloupky. Mláďata jsou závislá na mateřském mléku, které obsahuje 3,8 % tuků, 6,2 % bílkovin, 4,6 % cukru a 10,66 % minerálních solí. Vidí za 25 dní. Po pěti až šesti týdnech matka mláďata odstaví. Učí mláďata lovit a po 13 až 14 týdnech jsou nezávislá. Po deseti až jedenácti měsících jsou pohlavně dospělá. Americký norek se dožívá více než deseti let.

## Chov nafarmách

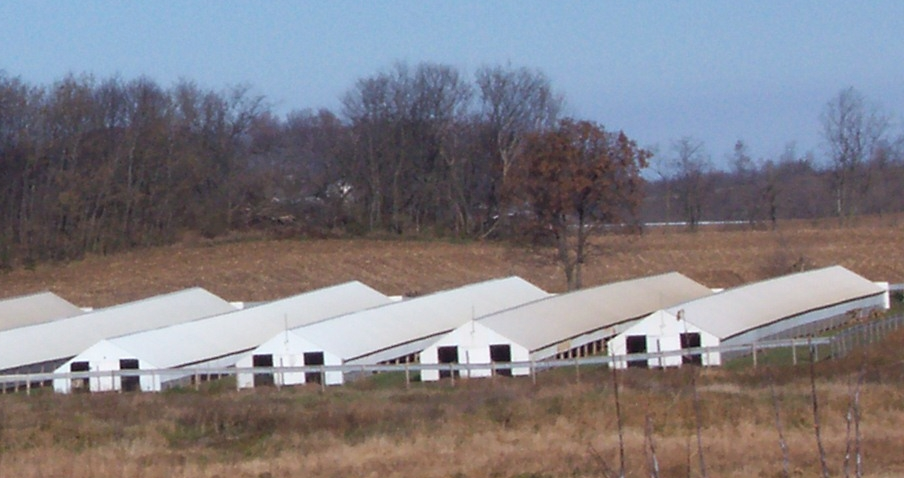
Farma ve Wisconsinu

V Evropě bývá norek americký často chován v kožešinových farmách. Úniky zvířat z farem způsobily, že se druh usadil v Evropě ve volné přírodě. Například v Řecku bylo vypuštěno na svobodu 50 000 norků. V Česku v roce 2005 ochránci zvířat vypustili přes tisíc norků a polárních lišek z farmy ve Vítějevsi nedaleko Svitav. Někdy norci unikli sami. V důsledku ať už nechtěného či záměrného vypouštění norků z farem do volné přírody dochází v Evropě k poškozování původní fauny. Existují náznaky, že norek americký má na svědomí pokles stavu hryzců vodních ve Spojeném království. Úpadek populace norka evropského s tím rovněž souvisí, nejspíše i proto, že norek americký je větší, má širší sortiment potravy a je lepší plavec. Norek americký se rozšířil na velkou část území České republiky. Tato šelma nemá v české přírodě konkurenty a jen minimum nepřátel. Likviduje různé živočichy, například kriticky ohrožené užovky a raky. V posledních letech se objevuje snaha snížit počty norků amerických v evropské přírodě.

### Norek a covid-19
Na podzim roku 2020 byl u norků amerických chovaných na farmách objeven zmutovaný typ viru SARS-CoV-2, jenž by se ze zvířat mohl dostat na člověka, a který byl vědci označen za zvláště odolný vůči protilátkám a jako potenciálně ohrožující účinnost vakcíny. Nastalo hromadné vybíjení zvířat v různých zemích. Například v Dánsku, jež je největším chovatelem těchto zvířat na světě, je v plánu (listopad 2020) pozabíjet všech 17 milionů zvířat.

## Galerie

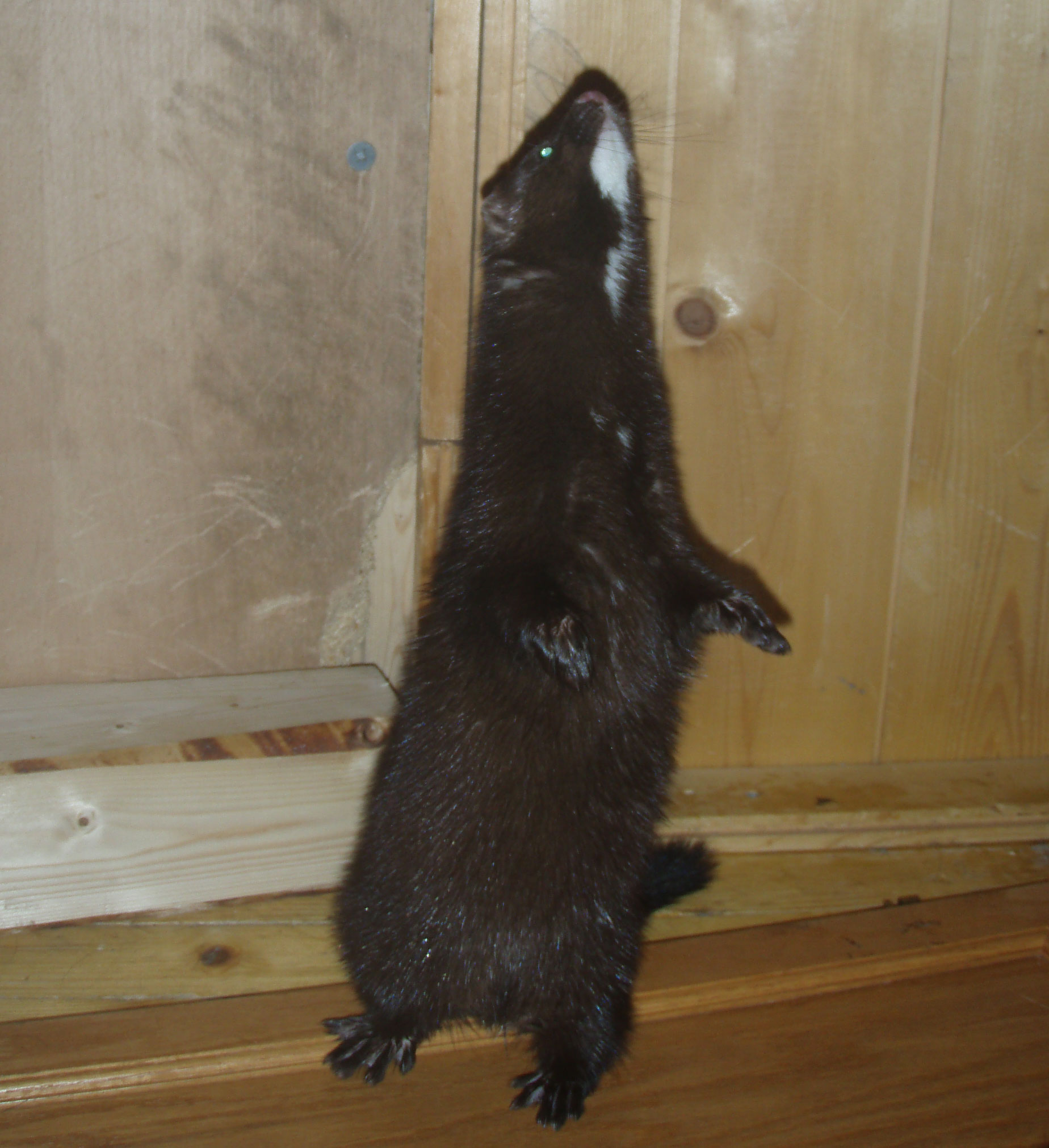
Norek americký
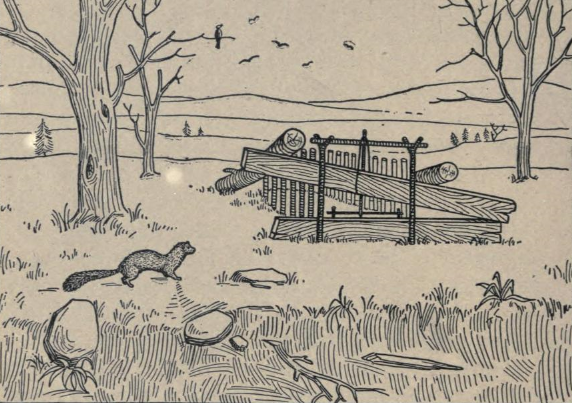
Past na norka
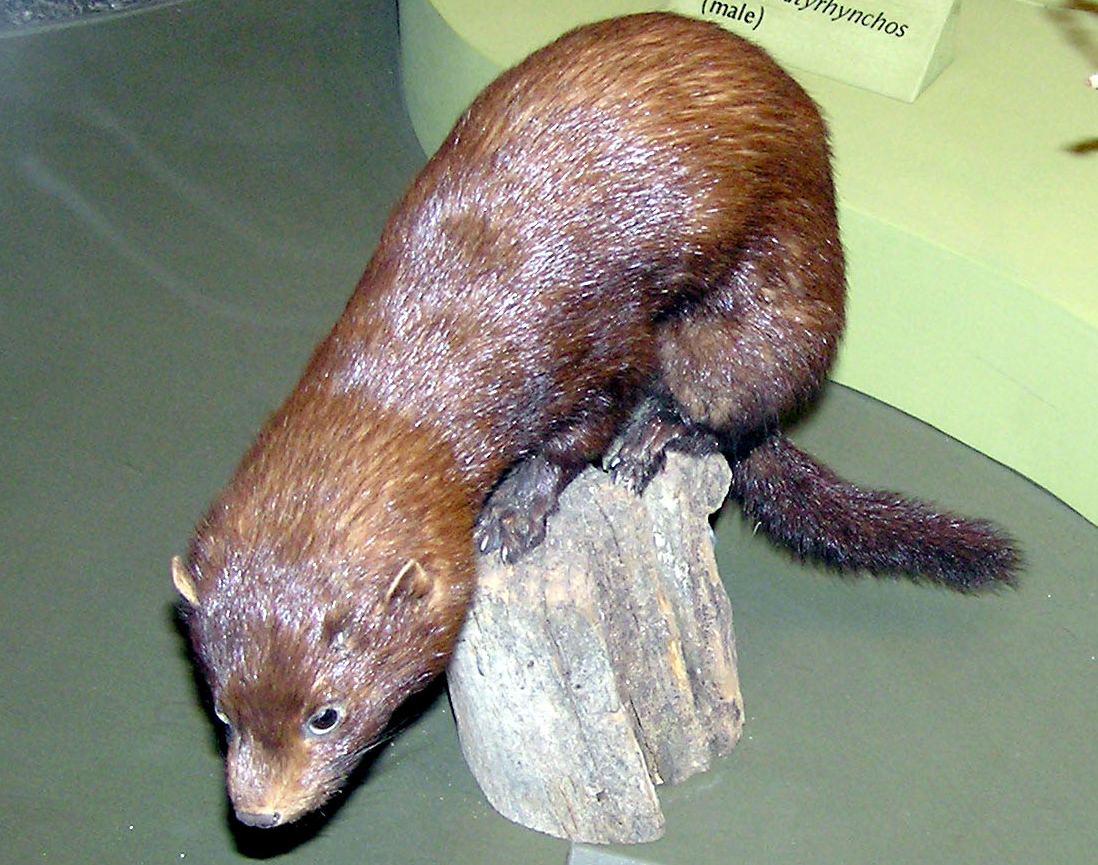
Vycpaný norek
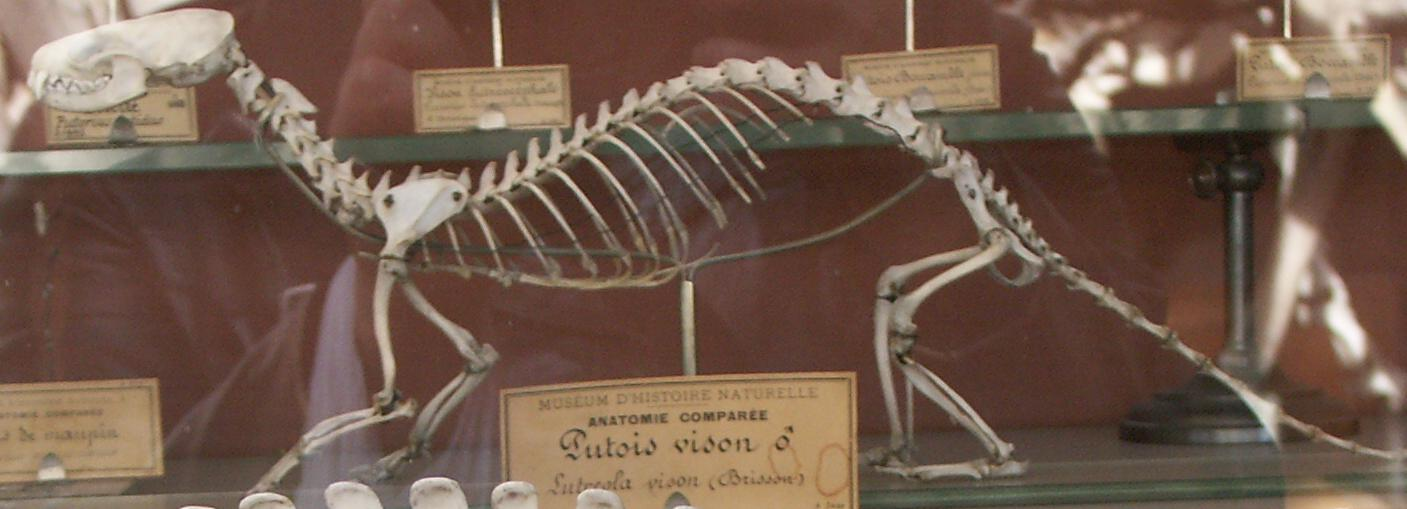
Kostra norka
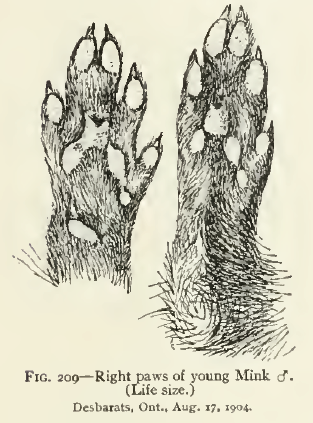
Tlapky norka
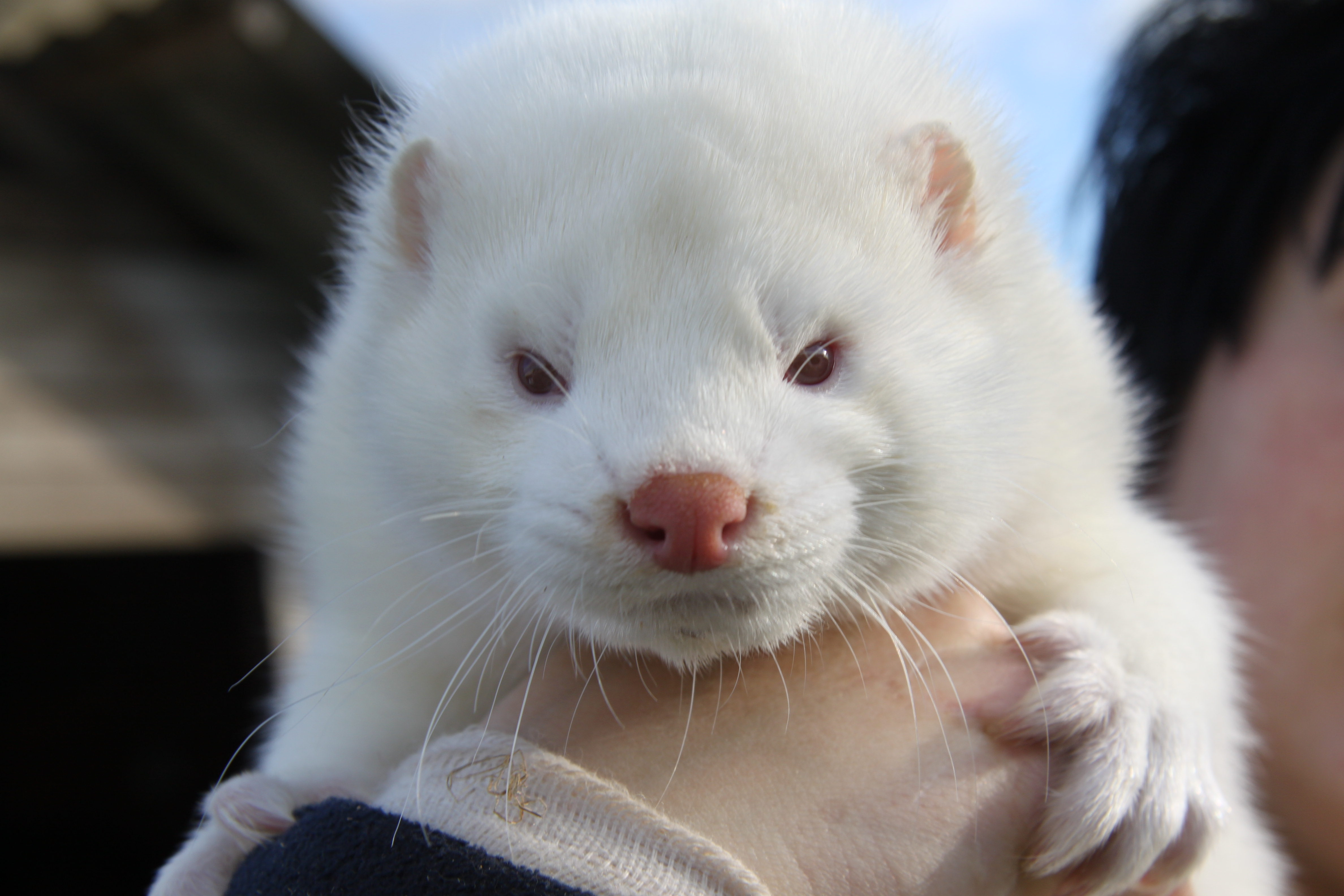
Bílé mládě norka